# Милош Бобичић
Милош Бобичић (Вучица, код Даниловграда, 22. јануар 1914 — Горња Бодежишта, код Гацка, 6. мај 1942), правник, учесник Народноослободилачке борбе и народни херој Југославије.

## Биографија
Рођен је 22. јануара 1914. године у селу Вучица, код Даниловграда.
Основну школу завршио је у Ждребаонику, а нижу гимназију у Даниловграду. Вишу гимназију похађао је у Подгорици. Завршио је Правни факултет у Београду фебруара 1938. године. Члан Комунистичке партије Југославије постао је 1939. године.
Учесник Народноослободилачке борбе је од 1941. године. Учествовао је у бици код Пљевља 1. децембра 1941. године као политички комесар партизанског чете у батаљону „Бијели Павле“.
Приликом формирања Прве пролетерске бригаде 21. децембра 1941. ступио је у њене редове и постао политички комесар Треће чете Другог црногорског батаљона. Био је учесник Игманског марша Прве пролетерске бригаде.
Погинуо је маја 1942. године код села Горњa Бoдежиштa (источна Херцеговина), држећи одступницу приликом повлачења своје јединице на нови положај.
Указом председника Федеративне Народне Републике Југославије Јосипа Броза Тита, 27. новембра 1953. године, проглашен је за народног хероја.